# نيدوكروميل
نيدوكروميل (بالإنجليزية: Nedocromil)‏ ويعرف بالاسم التجاري نيدوكروميل (بالإنجليزية:  Nedocromil)‏ هو دواء يستخدم لعلاج ضيق التنفس، الربو.